# Ułan Nadyrbek uułu
Ułan Nadyrbek uułu (kirg. Улан Надырбек уулу; ur. 5 stycznia 1981) – kirgiski zapaśnik w stylu wolnym. Olimpijczyk z Aten 2004, gdzie zajął dwunaste miejsce w kategorii do 60 kg.
Trzykrotny uczestnik mistrzostw świata, piąty w 2010. Brązowy medalista igrzysk azjatyckich w 2002 i czternasty w 2014. Cztery starty w mistrzostwach Azji, piąte miejsce w 2010 roku.